# 리즈 시절

리즈 유나이티드의 흥망성쇠.

리즈 시절( Leeds 時節)은 지나간 전성기를 일컫는 신조어다. 처음에는 축구와 관련된 표현에서만 사용되었지만 지금은 연예인 등 유명 인물이나 유명 그룹의 전성기 또는 과거를 뜻하는 말로 사용되고 있다.

## 기원
구체적인 기원은 포털 사이트 다음의 축구 카페인 아이러브사커에서 시작되었다. 당시 카페에서 댓글로 축구 담론을 벌일 때 맨체스터 유나이티드 FC의 선수 앨런 스미스의 포지션 변경에 대해 이야기 하며 리즈 유나이티드 시절의 강력함을 잊을 수 없다는 몇몇 카페 회원들의 댓글 표현으로 "앨런 스미스 리즈 시절 ㅎㄷㄷ", 줄여서 "리즈 시절 ㅎㄷㄷ"이라는 표현이 등장했다. 하지만 2000년 초반에 프리미어리그를 제대로 시청할 기회가 없던 시절이었는데, 기록상으로 앨런 스미스의 리즈 유나이티드에서의 활약이 나쁘지는 않았으나 최상급의 수준은 아니었기에 당시 갤러리 사이트인 디시 인사이드에서 아이러브 사커의 카페 회원들을 비꼬는 표현으로 리즈 시절 ㅎㄷㄷ이 인터넷 공간에 퍼지게 되었다. 이 후로 이 리즈 시절은 전성기를 지칭하는 넷상의 언어로 발전되었지만, 실상은 다음 카페 아이러브 사커를 조롱하려 했던 디시 인사이드 회원들의 만들어낸 단어였다.
실제로 리즈 유나이티드는 UEFA 챔피언스리그 2000-01에서 준결승에 올랐는데 당시 팀의 주전 공격수를 맡았던 마크 비두카와 앨런 스미스를 가리켜 "리즈 시절 투톱"이라 부르기도 한다.

## 기타
영국 현지에서 이에 대응하는 말로는 “리즈하다(Doing a Leeds)”가 있다. 다만 "리즈하다"라는 말은 재정적 경영실수 등으로 인해 리즈 유나이티드처럼 망하게 된 상황을 표현하는 것으로 "리즈 시절"과는 의미상 반대된다.